# آبولا (صحيفة)
صحيفة آبولا (بالبرتغالية: A Bola‏) وتعني (بالعربية: الكرة)، هي صحيفة يومية رياضية برتغالية متخصصة في تغطية مختلف الألعاب الرياضية. تأسست في 1896 في لشبونة عاصمة البرتغال. وهي ملك لمجموعة فيليب أموري للنشر.
كانت الصحيفة تصدر نسختين في الأسبوع في بداية نشأتها، لكنها أصبحت يومية منذ عام 1955. تشتهر الصحيفة كونها الأكثر شعبية بين البرتغاليين الموجودين خارج البرتغال، وتحظى بشعبية كبيرة وعلى نطاق واسع في المستعمرات البرتغالية السابقة في أفريقيا. وفي عام 2006، طبعت أيضا في مدينة نيويورك الأميركية والتي تحوى على نسبة كبيرة من السكان ذو الأصول.

## وصلات خارجية
- النسخة (بالبرتغالية)